# Utereg me Stadje
Utereg me Stadje, ook bekend als Utereg, me Stadsie, is een muzieknummer van de Nederlandse cabaretier en zanger Herman Berkien.
Het nummer verscheen in 1975 op zijn album Alles wat menselijk is. Berkien bezingt erin met Utrechts dialect zijn geboorteplaats Utrecht en zijn liefde voor de stad. Er volgde nog diverse malen een heruitgave waaronder als single in 1976. Samen met het nummer Als ik boven op de Dom kom dat door Rijk de Gooijer werd uitgebracht en later ook door Berkien werd vertolkt, geldt het als een van de populairste Utrechtse muzieknummers. In 2000 bracht Berkien het nummer als single uit met Utereg me stadje als titel en Als ik boven op de Dom kom op de B-kant. Deze versie piekte in hetzelfde jaar op de 34e positie van de Mega Top 100 in de zes weken dat het in deze lijst stond.

## NPO Radio 2 Top 2000
Uterech mu stad stond alleen in 2023 in de NPO Radio 2 Top 2000, op plek 1731.